# Frans Pietersz. de Grebber
Frans Pietersz. de Grebber (ou Frans Pietersz. Grebber, sans l'article défini de), né vers 1573 à Haarlem et mort en mars 1649 dans sa ville natale, est un artiste peintre du siècle d'or néerlandais.

## Biographie
Né à Haarlem vers 1573, Frans Pietersz. de Grebber fut l'élève de Jacob Savery en 1601. Membre du comité de la guilde de Saint-Luc à Haarlem depuis 1601 ou 1607, il en était le doyen en 1627.
Van Mander le mentionne ainsi dans son Livre des peintres : « À Haarlem, il y a un bourgeois du nom de Frans Pietersz. Grebber qui est un excellent portraitiste, peignant aussi parfois la figure et, à l'occasion, faisant des travaux de broderie. Il a été l'élève de Jacques Savery, mais pour le paysage seulement. On voit de ses portraits, grands ou très petits, d'une parfaite ressemblance et fort bien faits ».
Frans Pietersz. de Grebber est le père des peintres Pieter Fransz. (v. 1600-1653) et Maria de Grebber (1602-1682). Cette dernière deviendra la belle-mère de Gabriel Metsu.
Frans de Grebber eut plusieurs élèves, dont son fils Pieter (qui fut aussi l'élève de Goltzius),, Pieter Saenredam, Judith Leyster, ainsi que Peter Lely. Présent dans l'atelier de Grebber la même année que Lely (1637), un certain Van Campen n'est probablement pas identifiable à Jacob van Campen, déjà quadragénaire à cette époque.
Peintre de scènes de genre et de portraits, notamment de portraits de groupe des milices bourgeoises locales, il copia également des œuvres de Brueghel de Velours.
Mort en mars 1649, il fut inhumé le 6 du même mois dans l'ancienne cathédrale Saint-Bavon.

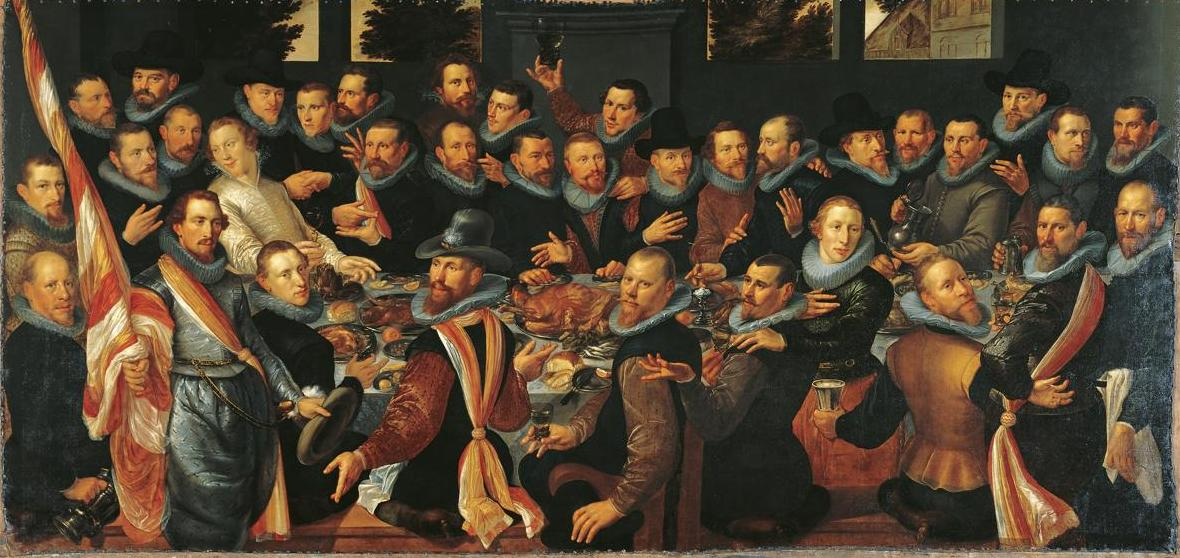
Banquet des officiers de la garde civile Saint-Adrien, 1610, Haarlem, Musée Frans-Hals.
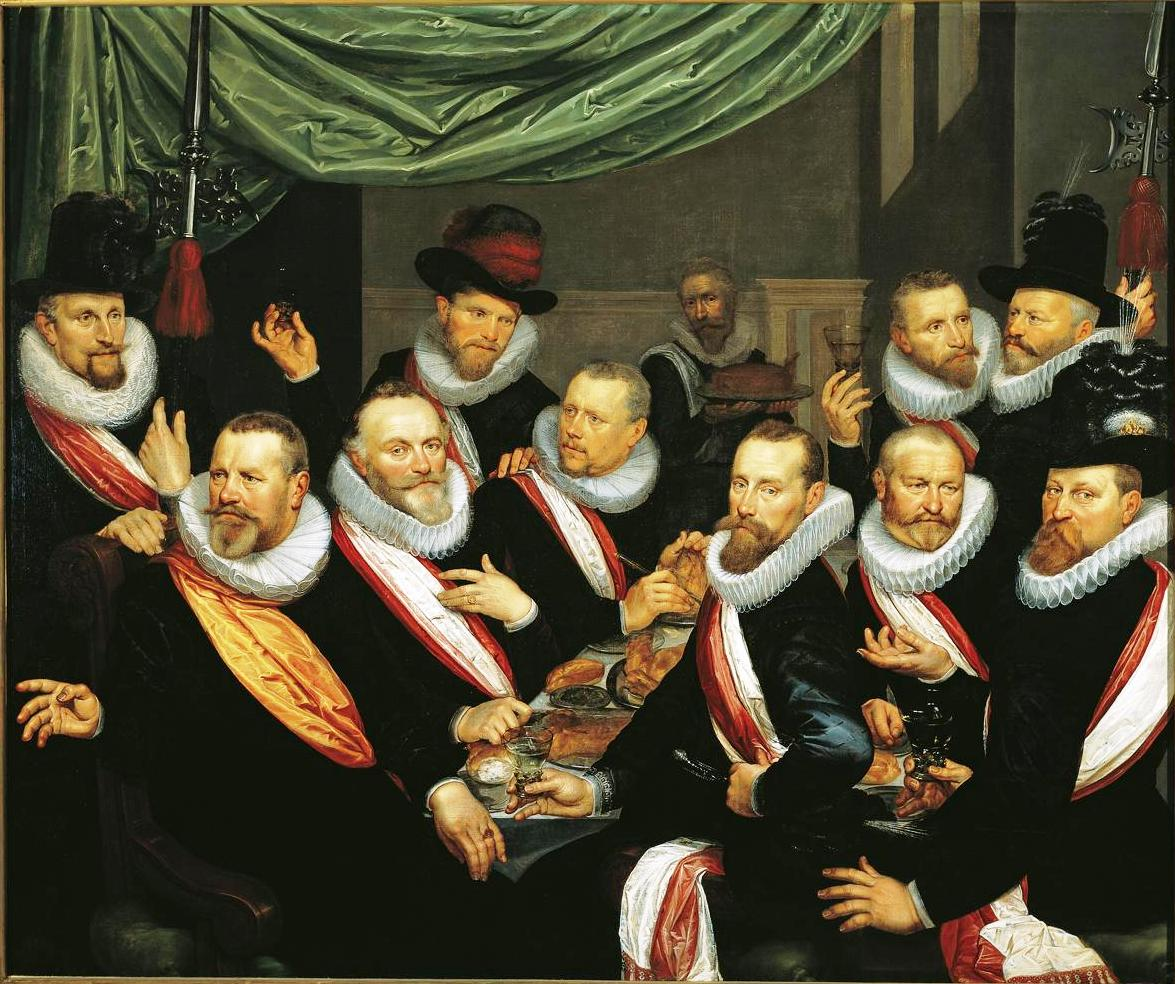
Banquet des officiers et sous-officiers de la garde civile Saint-Georges, 1618, Haarlem, Musée Frans-Hals.
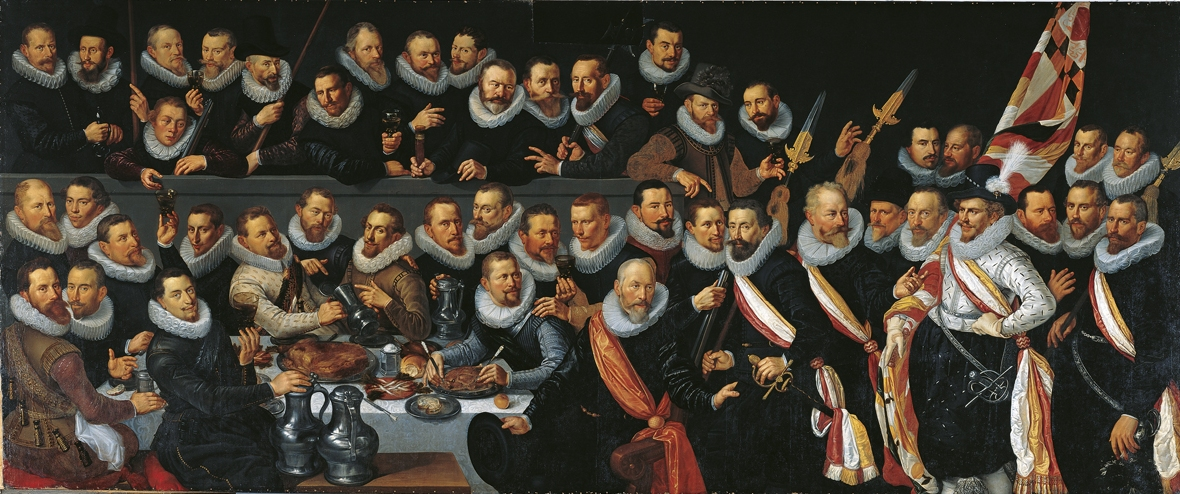
Banquet des officiers de la garde civile Saint-Adrien, 1619, Haarlem, Musée Frans-Hals.
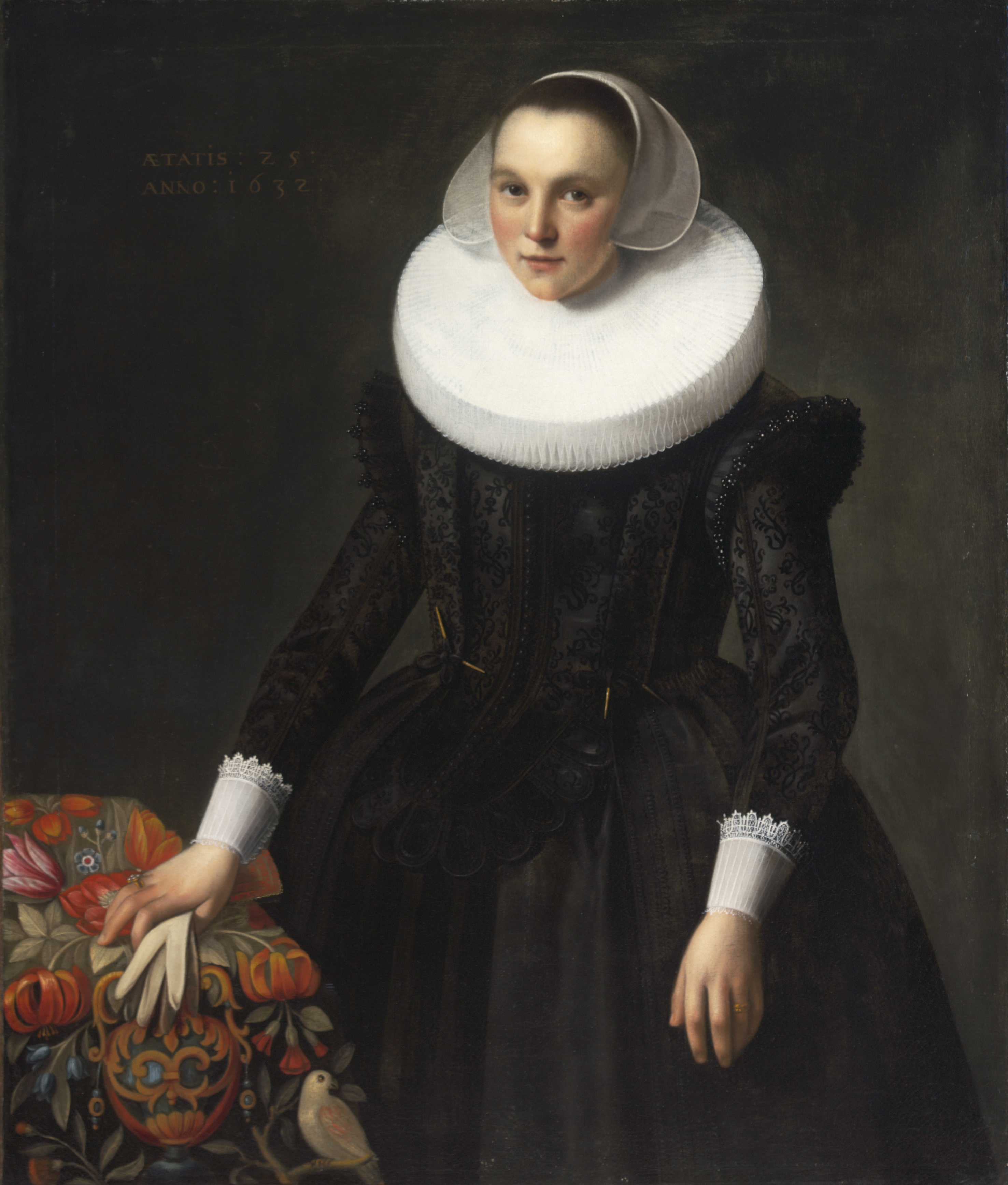
Portrait de femme, 1632, Musée des Beaux-Arts de Budapest.